# Мора Де Санктис
Мо̀ра Де Са̀нктис (на италиански: Morra De Sanctis) е село и община в Южна Италия, провинция Авелино, регион Кампания. Разположено е на 863 m надморска височина. Населението на общината е 1320 души (към 2010 г.).